# Dendrobium sacculiferum
Dendrobium sacculiferum är en orkidéart som beskrevs av Johannes Jacobus Smith. Dendrobium sacculiferum ingår i släktet Dendrobium, och familjen orkidéer. Inga underarter finns listade i Catalogue of Life.